# Ant-Man and the Wasp
Ant-Man and the Wasp è un film del 2018 diretto da Peyton Reed.
Basato sui personaggi di Scott Lang e Wasp di Marvel Comics, è il 20º film del Marvel Cinematic Universe (MCU) e sequel del film Ant-Man (2015).
Prodotto dai Marvel Studios e distribuito dalla Walt Disney Studios Motion Pictures. Il film è scritto da Chris McKenna, Erik Sommers, Andrew Barrer, Gabriel Ferrari e Paul Rudd ed è interpretato da Rudd nel ruolo di Scott Lang e Evangeline Lilly nel ruolo di Hope van Dyne. Fanno parte del cast anche Michael Peña, Walton Goggins, Bobby Cannavale, Judy Greer, Tip "T.I." Harris, David Dastmalchian, Hannah John-Kamen, Abby Ryder Fortson, Randall Park, Michelle Pfeiffer, Laurence Fishburne e Michael Douglas. Il film venne annunciato nell'ottobre 2015, in seguito al successo ottenuto dal primo film. Nel novembre seguente Reed confermò che sarebbe tornato alla regia del sequel.

## Trama
Nel 1987, Janet van Dyne si rimpicciolisce tra le molecole di un missile nucleare sovietico, riuscendo a disattivarlo ma rimanendo intrappolata nel regno quantico subatomico. Per questo motivo Hank Pym alleva la figlia Hope credendo che Janet fosse morta.
Anni dopo, l'ex criminale Scott Lang scopre un modo per entrare e tornare dal regno quantico. Pym e Hope iniziano a lavorare per ripetere questa impresa, credendo di poter trovare Janet ancora viva. Scott e Hope iniziano anche una relazione romantica e si allenano per combattere insieme come Ant-Man e Wasp, fino a quando Lang aiuta segretamente Capitan America durante lo scontro tra gli Avengers in violazione degli "Accordi di Sokovia". Lang viene condannato per due anni agli arresti domiciliari, mentre Pym e Hope, ricercati come criminali in quanto associati a Scott per la loro tecnologia, sono costretti a fuggire e tagliano i ponti con quest'ultimo.
Due anni dopo, Pym e Hope riescono brevemente ad aprire un tunnel nel regno quantico e nello stesso momento Scott riceve un messaggio da Janet tramite la sua mente e, nonostante siano rimasti solo pochi giorni alla fine degli arresti domiciliari, decide di chiamare Pym. Poco dopo viene rapito da Hope, che lascia un'esca per non destare sospetti all'agente dell'FBI Jimmy Woo. Vedendo il messaggio come la conferma che Janet è viva, Pym e Hope lavorano per creare un tunnel stabile in modo che possano attraversare il regno quantico con una navicella e recuperare Janet. Hope deve acquistare una parte necessaria per il tunnel dal commerciante del mercato nero Sonny Burch, ma quest'ultimo realizza il potenziale profitto che può essere guadagnato dalla ricerca di Pym e li tradisce. Hope combatte Burch e i suoi uomini, finché a un certo punto viene attaccata da una donna eterea mascherata, che attraversa i muri. Lang cerca di aiutare a combattere questo "fantasma", ma quest'ultima riesce a fuggire con il laboratorio portatile di Pym.
Pym fa visita al suo ex collega Bill Foster, che li aiuta a localizzare il laboratorio. Quando Scott, Hope e Pym arrivano sul posto scoprono che il Fantasma è Ava Starr. Suo padre Elihas, un altro ex collega di Pym, morì assieme alla moglie durante un suo esperimento quantistico che causò anche l'instabilità molecolare di Ava. Foster rivela loro di aver aiutato Ava, e che ha intenzione di curarla usando l'energia quantica di Janet. Credendo che in questo modo sua moglie rimarrà uccisa, Pym si rifiuta di aiutarli e il trio riesce a fuggire. Aprendo un passaggio stabile del tunnel, Pym e Hope contattano Janet, che dà loro una posizione precisa dove trovarla, ma li avverte anche che hanno solo due ore prima che la natura instabile del regno li separi per un secolo. Nel frattempo Burch acquisisce la loro posizione da Luis, Dave e Kurt, soci d'affari di Scott, e informa un suo contatto all'FBI. Luis avverte Scott, che si precipita a casa prima che Woo possa vederlo infrangere gli arresti domiciliari. Ma in questo modo Pym e Hope vengono arrestati e il loro laboratorio portatile viene portato via da Ava.
Scott però decide di aiutare Pym e Hope a fuggire, riuscendo a trovare il laboratorio. Lang e Hope distraggono Ava mentre Pym entra nel regno quantico per recuperare Janet, ma i due finiscono per combattere Burch e i suoi uomini, cosa che permette ad Ava di iniziare a prendere l'energia di Janet. Luis, Dave e Kurt aiutano a catturare Burch, in questo modo Scott e Hope riescono a fermare Ava. Pym e Janet tornano sani e salvi dal regno quantico, e Janet dona volontariamente parte della sua energia ad Ava per stabilizzarla temporaneamente. Scott torna a casa ancora una volta, appena in tempo per fare in modo che Jimmy Woo lo rilasci alla fine dei suoi arresti domiciliari, mentre Ava e Foster fuggono facendo perdere le loro tracce.
In una scena a metà dei titoli di coda, Scott, con l'aiuto della famiglia Pym, entra nel regno quantico per raccogliere energia quantica in modo da aiutare Ava. Tuttavia, poco prima di venir recuperato, Hank, Hope e Janet si dissolvono nel nulla come conseguenza dello schiocco di Thanos, lasciando così Scott intrappolato nel regno quantico. Nella scena dopo i titoli di coda, la casa di Lang è deserta ed è rimasta solo la formica gigante che suona la batteria, mentre alla televisione viene trasmesso lo stato di emergenza.

## Personaggi
- Scott Lang / Ant-Man, interpretato da Paul Rudd: un ex-ingegnere elettronico e ladro in possesso di una tecnologia che gli permette di ridurre e aumentare le sue dimensioni.[1]
- Hope van Dyne / Wasp, interpretata da Evangeline Lilly: figlia di Hank Pym e Janet van Dyne, ha ricevuto dal padre una tuta simile a quella di sua madre.[1]
- Luis, interpretato da Michael Peña: ex-compagno di cella di Scott e suo alleato.[2]
- Sonny Burch, interpretato da Walton Goggins: un "criminale di basso livello".[3][4][5]
- Jim Paxton, interpretato da Bobby Cannavale: un ufficiale di polizia e marito di Maggie.[6]
- Maggie, interpretata da Judy Greer: l'ex-moglie di Lang.[7]
- Dave, interpretato da Tip "T.I." Harris: un alleato di Lang.[8]
- Kurt, interpretato da David Dastmalchian: un alleato di Lang esperto di computer.[9]
- Ava Starr / Ghost, interpretata da Hannah John-Kamen: una criminale con la capacità di passare attraverso gli oggetti. Il personaggio è tradizionalmente ritratto come uomo nei fumetti, ma è stato reso una donna per il film, perché il team creativo riteneva che il genere del personaggio fosse irrilevante per la sua rappresentazione e sentiva che sarebbe stato più interessante scritturare una donna per il ruolo.[10][4][5]
- Cassie Lang, interpretata da Abby Ryder Fortson: la figlia di Scott e Maggie.[6]
- Jimmy Woo, interpretato da Randall Park: un agente dell'FBI.[11]
- Janet van Dyne, interpretata da Michelle Pfeiffer: moglie di Hank Pym e madre di Hope, rimasta intrappolata per anni in un regno quantico subatomico.[4]
- Bill Foster, interpretato da Laurence Fishburne: un vecchio amico di Pym, di cui un tempo era assistente.[4][12]
- Henry "Hank" Pym, interpretato da Michael Douglas: ex agente dello S.H.I.E.L.D. e primo Ant-Man, è un entomologo che scoprì le particelle subatomiche che permettono di ridurre e aumentare le proprie dimensioni.[13]

Inoltre Stan Lee appare in un cameo nei panni di un uomo la cui macchina viene rimpicciolita. Michael Cerveris compare nei panni del padre di Ava, Elihas Starr, mentre Riann Steele interpreta sua moglie Catherine.

## Produzione

### Sviluppo
Nel giugno 2015, prima dell'uscita di Ant-Man, il regista Peyton Reed si disse interessato a tornare per un eventuale sequel o per un prequel incentrato su Hank Pym da giovane. Nel luglio seguente Michael Douglas, interprete di Pym, affermò di volere sua moglie Catherine Zeta-Jones nei panni di Janet van Dyne / Wasp, mentre Evangeline Lilly affermò di voler vedere Michelle Pfeiffer nel ruolo. Nello stesso mese il produttore Kevin Feige rivelò che la Marvel aveva dei "piani fantastici" per il sequel di Ant-Man, ma che avrebbero aspettato l'uscita del primo film per valutare l'accoglienza del pubblico.

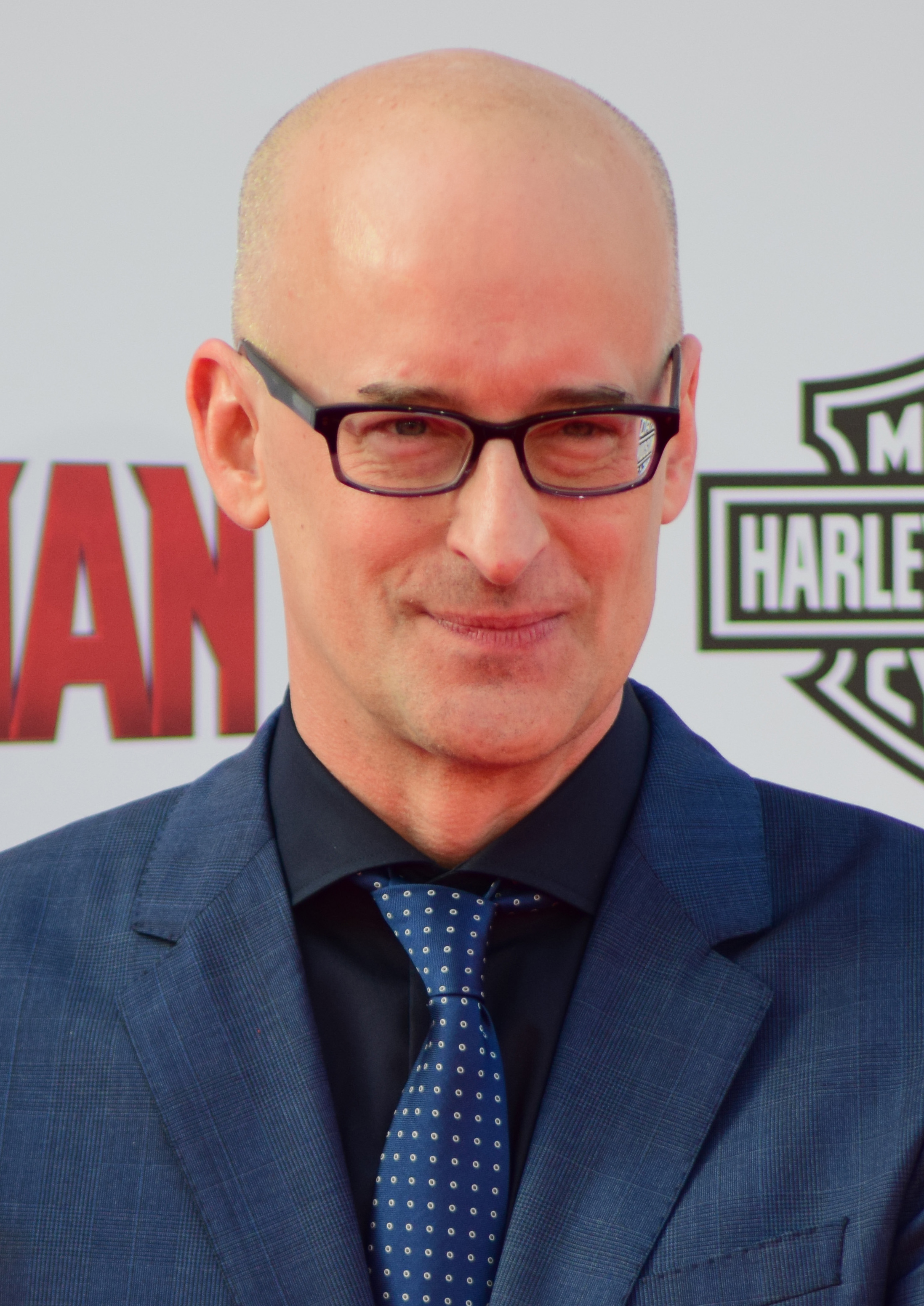
Il regista Peyton Reed

Nell'ottobre 2015 i Marvel Studios annunciarono ufficialmente il film, intitolato Ant-Man and the Wasp, e fissarono la data di uscita al 6 luglio 2018. Alla fine del mese Reed entrò in trattative per dirigere il sequel, e nel novembre seguente confermò il suo ritorno. Reed commentò che una delle cose che più lo interessavano del sequel era "poter partire da zero", dal momento che nel primo film aveva dovuto sostituire Edgar Wright poco prima dell'inizio delle riprese e non aveva potuto aggiungere del suo. Parlando dell'inclusione di Wasp nel titolo del film, Reed affermò che si trattava di una conseguenza "naturale" del finale del primo film, spiegando che nel sequel sarebbe stata mostrata "un'eroina pienamente realizzata e con una personalità molto, molto complicata". Reed affermò inoltre che si sarebbe assicurato che Wasp ricevesse la stessa attenzione di Ant-Man nel materiale pubblicitario e nel merchandising del film. Adam McKay, uno degli sceneggiatori del primo film, si disse interessato a tornare per il sequel, mentre Douglas confermò di essere in trattative per riprendere il ruolo di Pym.
Nel dicembre 2015, Reed affermò che il film avrebbe avuto un tono "completamente diverso" rispetto ad Ant-Man, e disse di voler esplorare il passato di Pym attraverso dei flashback e mostrare le diverse sfaccettature del personaggio. Reed affermò inoltre che la pre-produzione del film sarebbe partita intorno a ottobre 2016, mentre nel riprese sarebbero cominciate a inizio 2017. Nello stesso mese venne riportato che Gabriel Ferrari e Andrew Barrer, sceneggiatori non accreditati del primo film, sarebbero tornati per scrivere la sceneggiatura insieme a Rudd. Nel febbraio 2016 anche McKay confermò che sarebbe stato coinvolto nella produzione del film. Nell'aprile 2016, Feige rivelò che gli sceneggiatori avevano cominciato a lavorare, e Reed affermò: "Siamo chiusi in una stanza, Paul Rudd, io, Adam McKay, Gabriel Ferrari e Andrew Barrer... stiamo raccogliendo le idee per la storia. L'unica cosa che posso dire con certezza è che [questo sequel] avrà delle cose mai viste prima". Nel luglio seguente, al San Diego Comic-Con International, Feige rivelò che Reed e Rudd erano ancora al lavoro sulla sceneggiatura. Ad agosto Rudd disse di aver appena consegnato una trattamento del film, spiegando che si trattava di una bozza "molto preliminare [...] Abbiamo un'idea di come potrebbe essere, ma potrebbe cambiare molto dal punto in cui siamo ora". Il mese seguente venne confermato il ritorno di Michael Peña nei panni di Luis. Nell'ottobre 2016 Lilly rivelò che una sceneggiatura era stata da poco completata ed era in attesa di approvazione dalla Marvel.

### Pre-produzione
A inizio novembre 2016 Reed annunciò che la pre-produzione sarebbe cominciata quel mese, aggiungendo: "Stiamo cominciando a lavorare a tutto l'aspetto visivo". Nel febbraio 2017 Douglas confermò ufficialmente il suo ritorno nei panni di Hank Pym. Nell'aprile 2017, David Dastmalchian confermò che sarebbe tornato nei panni di Kurt, e Feige rivelò che le riprese sarebbero cominciate a giugno 2017. Il mese seguente anche T.I. Harris confermò il suo ritorno nei panni di Dave. A inizio giugno 2017 Hannah John-Kamen si unì al cast in un ruolo non specificato. Nel luglio 2017 Randall Park si unì al cast nel ruolo di Jimmy Woo, e Walton Goggins entrò nel cast in un ruolo non specificato. Al San Diego Comic-Con International 2017 John-Kramen e Goggins vennero confermati nei rispettivi ruoli di Ava Starr / Ghost e Sonny Burch, e venne annunciato l'ingresso nel cast di Michelle Pfeiffer nel ruolo di Janet van Dyne e di Laurence Fishburne nel ruolo di Bill Foster. Poco dopo venne confermato che Judy Greer avrebbe ripreso il ruolo di Maggie Lang.

### Riprese
Le riprese del film cominciarono il 1º agosto 2017, ai Pinewood Atlanta Studios nella contea di Fayette, con il titolo di lavorazione Cherry Blue. Le riprese si sono tenute anche a San Francisco. Con l'annuncio dell'inizio delle riprese, la Marvel rivelò che Chris McKenna e Erik Sommers avevano contribuito alla sceneggiatura e che Bobby Cannavale e Abby Ryder Fortson avrebbero ripreso i loro ruoli di Paxton e Cassie Lang dal primo film. Le riprese terminarono il 30 novembre 2017.
Il budget del film è stato di 162 milioni di dollari.

### Effetti speciali
Gli effetti visivi del film sono stati realizzati da DNEG, Scanline VFX, Method Studios, Luma Pictures, Lola VFX, Industrial Light & Magic, Cinesite, Rise FX, Rodeo FX, Crafty Apes, Perception NYC, Digital Domain e The Third Floor.

## Colonna sonora
La colonna sonora è stata composta da Christophe Beck, già compositore di Ant-Man e alla sua seconda collaborazione col regista Peyton Reed.

## Promozione
Il primo trailer è stato diffuso il 30 gennaio 2018, mentre un secondo trailer è stato pubblicato il 1º maggio 2018, seguito da quello italiano dove viene comunicato che l'uscita è stata posticipata al 14 agosto.

## Distribuzione

### Data di uscita
La première mondiale di Ant-Man and the Wasp si è tenuta il 25 giugno 2018 all'El Capitan Theatre di Los Angeles. Il film è stato distribuito il 6 luglio 2018 negli Stati Uniti e il 14 agosto in Italia, anche in 3D e in formato IMAX.
La pellicola è disponibile sulla piattaforma streaming Disney+.

### Edizione italiana
La direzione del doppiaggio i dialoghi italiani sono stati curati da Marco Guadagno, per conto della Dubbing Brothers Int. Italia.

## Accoglienza

### Incassi
Ant-Man and the Wasp ha incassato 216648740 $ in Nord America e 406025399 $ nel resto del mondo, per un totale di 622674139 $, a fronte di un budget di produzione di $162 milioni.
Globalmente il film ha esordito con 161,7 milioni di dollari nei primi cinque giorni di programmazione; inoltre è l'undicesimo maggior incasso mondiale del 2018, il nono maggior incasso in Nord America del 2018.

#### Nord America
Alle anteprime del giovedì sera in Nord America il film ha incassato 11,5 milioni di dollari. Nel primo giorno di programmazione ha incassato $33,7 milioni in 4.206 sale cinematografiche. Nel week-end d'esordio ottiene il primo posto al botteghino incassando $75,8 milioni. Nel secondo week-end scende al secondo posto incassando $29,1 milioni, con un calo del 61,6% rispetto al precedente week-end. Nel terzo week-end scende al quarto posto incassando $16,5 milioni.

#### Internazionale
Nel primo week-end di programmazione il film ha incassato, nel resto del mondo, 85,9 milioni di dollari. All'8 luglio 2018 i mercati maggiori erano Corea del Sud ($20,9 milioni), Messico ($6,8 milioni), Indonesia ($5,7 milioni), Russia ($5,4 milioni), Australia ($4,7 milioni) e Taiwan ($4,6 milioni).

### Critica
Il film è stato accolto positivamente dalla critica. Sull'aggregatore di recensioni Rotten Tomatoes ottiene l'87% delle recensioni professionali positive, con un voto medio di 7 su 10 basato su 447 critiche; il consenso critico del sito recita: "Un film di supereroi più leggero e luminoso alimentato dal carisma disinvolto di Paul Rudd ed Evangeline Lilly, Ant-Man and the Wasp offre un detergente per il palato MCU tanto necessario". Su Metacritic ha un punteggio di 70 su 100 basato su 56 recensioni.
Richard Roeper del Chicago Sun-Times ha elogiato il tono leggero come un piacere e un respiro dopo la "conclusione drammaticamente pesante" di Avengers: Infinity War.

## Riconoscimenti
- 2018 – Phoenix Film Critics Society Awards
  - Candidatura alla miglior trasposizione da fumetto a film
- 2019 – Screen Actors Guild Award[62]
  - Candidatura alle migliori controfigure cinematografiche
- 2018 – St. Louis Film Critics Association Awards[63]
  - Candidatura al miglior film d'azione
- 2019 – Teen Choice Awards[64]
  - Candidatura al miglior film d'azione
  - Candidatura al miglior attore in un film d'azione a Paul Rudd
  - Candidatura alla miglior attrice in un film d'azione a Evangeline Lilly

## Sequel
Nel novembre 2019 è stato annunciato che ci sarebbe stato un sequel del film, con Peyton Reed che è stato confermato come regista. Nell'aprile 2020 è stato assunto Jeff Loveness come sceneggiatore del film. Nel dicembre 2020 è stato annunciato il titolo del film, ovvero Ant-Man and the Wasp: Quantumania, e che Paul Rudd, Evangeline Lilly, Michael Douglas e Michelle Pfeiffer avrebbero ripreso i loro ruoli, mentre Kathryn Newton e Jonathan Majors sono entrati nel cast rispettivamente come Cassie e Kang il Conquistatore. Le riprese sono iniziate nel febbraio 2021 in Turchia e sono terminate nel novembre 2021. Il film è stato distribuito il 15 febbraio 2023 in Italia e il 17 febbraio negli Stati Uniti.